# Boyxanlı
Boyxanlı är en ort i Azerbajdzjan.   Den ligger i distriktet Cəlilabad Rayonu, i den södra delen av landet, 190 km sydväst om huvudstaden Baku. Boyxanlı ligger 269 meter över havet och antalet invånare är 1 302.
Terrängen runt Boyxanlı är huvudsakligen kuperad, men åt nordost är den platt. Närmaste större samhälle är Yarlı, 5,3 km sydost om Boyxanlı.
Trakten runt Boyxanlı består till största delen av jordbruksmark. Runt Boyxanlı är det ganska tätbefolkat, med 104 invånare per kvadratkilometer.